# محوطه روستای زازل
محوطه روستای زازل مربوط به هزاره اول قبل از میلاد است و در شهرستان املش، بخش رانکوه، روستای زازل واقع شده و این اثر در تاریخ ۲ آبان ۱۳۸۲ با شمارهٔ ثبت ۱۰۶۷۷ به‌عنوان یکی از آثار ملی ایران به ثبت رسیده است.